# ГЕС Чаркані 5
ГЕС Чаркані 5 — гідроелектростанція в Перу. Використовує ресурс із річки Чилі, яка дренує західний схил Анд та є лівим витоком Вітор, котра в свою чергу становить лівий витік річки Quilca (впадає до Тихого океану за сімсот кілометрів на південний схід від Ліми).
З 1972 року на Чилі працювало водосховище Агуада-Бланка з первісним об'ємом 43 млн м3 (станом на середину 2010-х внаслідок нанесення осаду скоротився до 30 млн м3). Його утримує кам'яно-накидна гребля висотою 46 метрів та довжиною 80 метрів.
У 1980-х роках наявне сховище використали для живлення дериваційної гідроелектростанції. Для цього через лівобережний гірський масив проклали тунель довжиною 10 км, який подає ресурс до спорудженого в підземному виконанні машинного залу. Останній обладнали трьома турбінами типу Пелтон потужністю по 51,3 МВт, які при напорі у 706,4 метра забезпечують виробництво 619 млн кВт-год електроенергії на рік.